# Mirage (album)
Mirage este cel de-al opt-ulea album al lui Klaus Schulze. Albumul a fost lansat original în 1977, iar în 2005 Schulze îl relanseze la casa de discuri Revisited Records. Ediția relansată cuprinde o versiune ușor diferită a piesei "Velvet Voyage". Un fragment din piesa "In cosa crede chi non crede?", piesă bonus a ediției relansate, a fost anterior lansată pe copilația Trailer (1999), compilație lansată pentru a promova releas-ul lui Schulze CD box set de 50 de discuri The Ultimate Edition (2000).

## Personal
- Klaus Schulze – Pian, Sintetizator, Programare

## Lista pieselor
Toate piesele sunt compuse de Klaus Schulze.
| Nr. | Titlu                          | Note                            | Lungime |  |
| 1.  | „Velvet Voyage”                | pe release-ul original          | 28:16   |  |
| 2.  | „Crystal Lake”                 | pe release-ul original          | 29:15   |  |
| 3.  | „In cosa crede chi non crede?” | piesă bonus a ediției relansate | 19:39   |  |